# El secreto de Miriam
El secreto de Miriam o There's something about Miriam es un reality grabado en febrero de 2004 en Reino Unido por Sky 1, se trata básicamente de seis jóvenes que competirán por el amor de Miriam Rivera, una modelo mexicana de 21 años. El ganador además de llevarse a la chica, se irá con ella en un lujoso yate con sólo 10 mil libras esterlinas o 20 mil dólares. Los concursantes deberán pasar por pruebas físicas desgastadoras, retos que son sólo para hombres cien por cien, todo con el fin de llevarse el premio sin revelar que ella es transexual hasta el último episodio.

## Producción
El programa fue producido por Endemol Brighter Pictures y se llamó originalmente como Find Me A Man o Encuentrame Un Hombre. A los concursantes les prometieron la "aventura de su vida" con un costo de £10,000 por persona con la edad establecida de entre 20 a 35 años, que lo quiera todo, y estés disponible para lo que pase. Los finalistas para el programa fueron;
- Mark Dimino, de 24 años, óptico.
- Toby Green, de 23 años, estudiante.
- Aron Lane, de 22 años, chef.
- Tom Rooke, de 23 años, guardacostas y exinstructor de esquí.
- Scott Gibson, de 22 años, experto en artes marciales.
- Dominic Conway, de 28 años, marino de la realeza.[3]